# نيون ريشن (ثيسالونيكي)
نيون ريشن (Νέον Ρύσιον) هي مدينة في ثيسالونيكي في مقاطعة فوريا إلادا في اليونان.